# Jean-Pierre Lamboray
Johann Peter (Jean-Pierre) Lamboray (Hollerich, 6 maart 1882 – Luxemburg-Stad, 23 november 1962) was een Luxemburgs kunstschilder en tekenaar.

## Leven en werk
Jean-Pierre Lamboray was een zoon van douane-inspecteur Jean-François Lamboray en Thérèse Laux. Hij werd geboren in Hollerich, destijds een zelfstandige gemeente, sinds 1920 een van de stadsdelen van Luxemburg. Lamboray was leerling aan het Athénée grand-ducal en de École d'artisans de l'État (ambachtsschool) in Luxemburg en studeerde aan de Kunstgewerbeschule in Karlsruhe. Hij wilde het onderwijs in, maar kon niet direct werk vinden. Hij werkte na zijn studie van 1907 tot 1917 op het douanekantoor in Doncols, waar zijn vader inspecteur was. Vanaf 1917 was hij chargé de cours aan het Athénée grand-ducal, het meisjeslyceum en de ambachtsschool, van 1930 tot aan zijn pensioen in 1947 was hij  professeur de dessin aan het atheneum.
Lamboray schilderde en tekende landschappen, vooral in Ösling en de Provence. Hij was lid van de Cercle Artistique de Luxembourg en nam van 1914 tot 1951 deel aan de jaarlijkse salons van de kunstenaarsvereniging.. In 1931 ontving hij er de Prix Grand-Duc Adolphe. Hij was lid van de Nationale Raad voor Cultuur (1979, 1985). In 1981 was hij oprichter van het cultureel centrum Konschhaus Letzebuerg in de hoofdstad.
Jean-Pierre Lamboray overleed op 80-jarige leeftijd. In Bonnevoie werd een straat naar hem vernoemd. In 1983 werd in Villa Vauban een retrospectief gehouden.